# 田中優
田中 優（たなか ゆう、1957年 - ）は反原発の立場で活動を続ける環境活動家。東京都生まれ。

## 概要
地域での脱原発やリサイクルの運動を出発点に、環境、経済、平和などのNGO活動に関わる。
2012年末に岡山に移住。
2013年5月、自宅では電力会社との電線をカットし電力会社に頼らない太陽光パネルと独立電源システムの生活、「オフグリッド生活」を始めた。
現在「未来バンク事業組合」「天然住宅バンク」理事長、「日本国際ボランティアセンター」理事、「ap bank」監事、「一般社団法人 天然住宅」共同代表、「自エネ組」相談役を務める。横浜市立大学、恵泉女学園大学の非常勤講師。
坂本龍一や桜井和寿ら、環境問題に取り組む音楽家との交流も多い。

## 経歴
1957年東京生まれ。卒業大学については公開していない。
長年、反原発運動に関わり、関係する著書を出版。
『どうして郵貯がいけないの』では、「郵政民営化以前の郵便貯金に集められた資金が、回り回ってアメリカの軍事費に利用されている」という主張を行った。
『非戦』では、同時多発テロを受けてブッシュ大統領(当時)の強硬政策を批判した。
また、映画『ZERO:9/11の虚構』への寄稿を行ったこともある。
近年では六ヶ所村核燃料再処理施設の稼働反対運動に注力しており、各地で講演を行っている。

## 著書

### 単著
- 『環境破壊のメカニズム』北斗出版、1998年3月 ISBN 4-89474-027-3
- 『どうして郵貯がいけないの』北斗出版、1993年5月 ISBN 4-938427-67-2
- 『日本の電気料金はなぜ高い - 揚水発電がいらない理由』北斗出版、2000年7月 ISBN 4-89474-012-5
  - 改訂版『環境破壊のメカニズム - 地球に暮らす地域の知恵』北斗出版、2002年12月 ISBN 978-4894740273
- 『戦争をやめさせ環境破壊をくいとめる新しい社会のつくり方 - エコとピースのオルタナティブ』合同出版、2005年7月 ISBN 978-4772603454
- 『戦争って、環境問題と関係ないと思ってた』岩波ブックレット、2006年5月 ISBN 978-4000093750
- 『地球温暖化/人類滅亡のシナリオは回避できるか』扶桑社新書、2007年5月 ISBN 978-4594053840
- 『おカネが変われば世界が変わる　市民が創るNPOバンク』コモンズ、2008年11月 ISBN 978-4-86187-053-8
- 『環境教育 善意の落とし穴』クレスコファイル、2009年1月 ISBN 978-4272408016
- 『14歳の世渡り術 幸せを届けるボランティア 不幸を招くボランティア』河出書房新社、2010年7月 ISBN 978-4309616629
- 『原発に頼らない社会へ : こうすれば電力問題も温暖化も解決できる : What is your real choice? 』武田ランダムハウス 2011年4月 ISBN 978-4270006450
- 『地宝論 : 地球を救う地域の知恵』子どもの未来社 2011年5月 ISBN 978-4864120333
- 『子どもたちの未来を創るエネルギー』子どもの未来社 2013年3月 ISBN 978-4864120616
- 『放射能下の日本で暮らすには?　食の安全対策から、がれき処理問題まで』ちくま書房 2013年7月 ISBN 978-4480878663
- 『未来のあたりまえシリーズ1　-電気は自給があたりまえ　オフグリッドで原発のいらない暮らしへ-』合同出版 2013年9月 ISBN 978-4772611428

### 共著・編著
- 坂本龍一『非戦』幻冬舎、2001年12月 ISBN 4-344-00144-3
- 今井邦人『Eco・エコ省エネゲーム―これぞ究極の地球温暖化防止法』合同出版、2003年4月 ISBN 978-4772608657
- 樫田秀樹、マエキタミヤコ『世界から貧しさをなくす30の方法』合同出版、2006年12月 ISBN 978-4772603775
- A SEED JAPAN『おカネで世界を変える30の方法』合同出版、2007年12月 ISBN 978-4772603867
- 山田玲司『今すぐ考えよう!地球温暖化』岩崎書店、2008年2月(全3巻)
  - 『地球温暖化と自然環境 - なぜおこる、なにがおこる』 ISBN 978-4265028511
  - 『球温暖化と省エネルギー - なにができる、なにがへらせる』 ISBN 978-4265028528
  - 『地球温暖化と自然エネルギー - わたしたちの未来、みんなの地球』 ISBN 978-4265028535
- 飯田哲也、筒井信隆、吉田文和『日本版グリーン革命で経済・雇用を立て直す』新書y、2009年6月 ISBN 978-4862484024
- 相根昭典『天然住宅から社会を変える30の方法』合同出版、2010年4月 ISBN 978-4-7726-0460-4

## 出演

### 映画
- friends after 3.11 劇場版（2012年、監督：岩井俊二）